# Marinus Sørensen
Marinus Ludvig Sørensen (Kopenhagen, 29 januari 1898 - Hvidovre, 13 februari 1965) was een Deens atleet. Hij nam deel aan de Olympische Zomerspelen van 1920.

## Belangrijkste resultaten

### Olympische Zomerspelen
| Jaar | Plaats    | Discipline | Onderdeel             | Resultaten                                                                                     |
| ---- | --------- | ---------- | --------------------- | ---------------------------------------------------------------------------------------------- |
| 1920 | Antwerpen | Atletiek   | 100 m (m)             | eerste ronde: 2e (reeks 12) kwartfinales: 4e (reeks 2)                                         |
| 1920 | Antwerpen | Atletiek   | 4x100 m estafette (m) | eerste ronde: 2e (reeks 3) finale: 5esamen met: Henri Thorsen Fritiof Andersen August Sørensen |

### Persoonlijke records
| Onderdeel | Tijd    | Jaar |
| --------- | ------- | ---- |
| 100 m     | 10,8 s. | 1922 |